# Kamehameha IV
Kamehameha IV, född som Alexander ʻIolani Liholiho den 9 februari 1834 i Honolulu, död 30 november 1863 i Honolulu, var kung av kungariket Hawaii från 1855 till 1863. Gift 19 juni 1856 med Emma av Hawaii.